# Randia cinerea
Randia cinerea là một loài thực vật có hoa trong họ Thiến thảo. Loài này được (Fernald) Standl. miêu tả khoa học đầu tiên năm 1919.